# Conguaco
Conguaco est une ville du Guatemala dans le département de Jutiapa.